# Peter Reid (triatleta)
Peter Reid (Montreal, 27 de mayo de 1969) es un deportista canadiense que compitió en triatlón.
Ganó una medalla en el Campeonato Mundial de Triatlón de Larga Distancia de 1995. Además, obtuvo siete medallas en el Campeonato Mundial de Ironman entre los años 1998 y 2005.

## Palmarés internacional
| Campeonato Mundial | Campeonato Mundial | Campeonato Mundial | Campeonato Mundial |
| Año                | Lugar              | Medalla            | Prueba             |
| ------------------ | ------------------ | ------------------ | ------------------ |
| 1995               | Niza (Francia)     | Medalla de bronce  | Individual         |

| Campeonato Mundial | Campeonato Mundial     | Campeonato Mundial | Campeonato Mundial |
| Año                | Lugar                  | Medalla            | Prueba             |
| ------------------ | ---------------------- | ------------------ | ------------------ |
| 1998               | Hawái (Estados Unidos) | Medalla de oro     | Individual         |
| 1999               | Hawái (Estados Unidos) | Medalla de plata   | Individual         |
| 2000               | Hawái (Estados Unidos) | Medalla de oro     | Individual         |
| 2002               | Hawái (Estados Unidos) | Medalla de plata   | Individual         |
| 2003               | Hawái (Estados Unidos) | Medalla de oro     | Individual         |
| 2004               | Hawái (Estados Unidos) | Medalla de plata   | Individual         |
| 2005               | Hawái (Estados Unidos) | Medalla de bronce  | Individual         |